# Oxythyrea albopicta
Oxythyrea albopicta är en skalbaggsart som beskrevs av Victor Ivanovitsch Motschulsky 1845. Oxythyrea albopicta ingår i släktet Oxythyrea och familjen Cetoniidae. Inga underarter finns listade i Catalogue of Life.